# Музей Норвежского движения сопротивления
Норве́жский музе́й сопротивле́ния, также известный как Норве́жский музе́й ты́ла (норв. Norges Hjemmefrontmuseum) — музей, расположенный в крепости Акерсхус в Осло.
Музей посвящён норвежскому сопротивлению во время немецкой оккупации во Второй мировой войне.

## История
Норвежский музей сопротивления был основан в 1966 году как независимый фонд с целью «Содействовать представлению истинной и достоверной картины оккупации посредством предметов, фотографий, печатной продукции и т.д., собранных, сохраненных и выставленных с тем, чтобы дать молодежи сегодняшнего и последующих поколений истинное впечатление о зле, представляемом оккупацией и иностранным правлением, помогая таким образом укрепить чувство единства и защиты наших национальных свобод».
Музей был открыт для посетителей в мае 1970 года Его Королевским Высочеством кронпринцем Харальдом V в честь 25-й годовщины освобождения. С 1995 года является частью музейной деятельности Вооружённых сил Норвегии.
Первым управляющим музея был Кнут Хёугланн, который руководил музеем до 1983 года. Торе Йельсвик был председателем совета музея с 1964 по 1973 год. Арнфинн Муланд был назначен управляющим музеем в 1995 году.
Музей закрывался несколько раз в 2020—2021 годах из–за пандемии коронавируса.

## Коллекции
Экспонаты воссоздали пять лет оккупации с помощью фотографий, документов, плакатов, предметов, моделей, оригинальных копий газет и записей.
Среди важных событий, показанных в музее:
- «9 апреля 1940 года»;
- «Приход Йозефа Тербовена к власти, свержение правительства и установление диктатуры»;
- «Гражданское сопротивление в лице нелегальной прессы и борьбы учителей»;
- «Плен и депортация 40 000 норвежцев»;

Панорамная фотография выставки «Конец оккупации»

Панорамная фотография выставки «Серые будни оккупации»

Панорамная фотография выставок: «Вермахт», «Коммисариат», «Шуцштаффель»

- «Дефицит товаров»;
- «Военное сопротивление»;
- «Последняя фаза войны»;
- «8 мая 1945 года».